# Sergio Quintero
Sergio Saúl Quintero Chavez, noto semplicemente come Sergio Quintero (San Lorenzo, 12 marzo 1999), è un calciatore ecuadoriano, centrocampista dell'Academia Antonio Valencia.

## Carriera

### Club
Ha giocato nella prima divisione ecuadoriana.

### Nazionale
Con la nazionale Under-20 ecuadoriana ha preso parte al Sudamericano Under-20 2019 ed al Mondiale Under-20 del medesimo anno.

## Statistiche
Statistiche aggiornate al 24 gennaio 2019.

### Cronologia presenze e reti in nazionale
| Cronologia completa delle presenze e delle reti in nazionale ― Ecuador under 20 | Cronologia completa delle presenze e delle reti in nazionale ― Ecuador under 20 | Cronologia completa delle presenze e delle reti in nazionale ― Ecuador under 20 | Cronologia completa delle presenze e delle reti in nazionale ― Ecuador under 20 | Cronologia completa delle presenze e delle reti in nazionale ― Ecuador under 20 | Cronologia completa delle presenze e delle reti in nazionale ― Ecuador under 20 | Cronologia completa delle presenze e delle reti in nazionale ― Ecuador under 20 | Cronologia completa delle presenze e delle reti in nazionale ― Ecuador under 20 |
| Data                                                                            | Città                                                                           | In casa                                                                         | Risultato                                                                       | Ospiti                                                                          | Competizione                                                                    | Reti                                                                            | Note                                                                            |
| ------------------------------------------------------------------------------- | ------------------------------------------------------------------------------- | ------------------------------------------------------------------------------- | ------------------------------------------------------------------------------- | ------------------------------------------------------------------------------- | ------------------------------------------------------------------------------- | ------------------------------------------------------------------------------- | ------------------------------------------------------------------------------- |
| 18-1-2019                                                                       | Talca                                                                           | Ecuador under 20                                                                | 3 – 0                                                                           | Paraguay under 20                                                               | Sudamericano Sub-20 2019 - 1º turno                                             | -                                                                               | 67’                                                                             |
| 22-1-2019                                                                       | Talca                                                                           | Argentina under 20                                                              | 0 – 1                                                                           | Ecuador under 20                                                                | Sudamericano Sub-20 2019 - 1º turno                                             | -                                                                               | 90+1’                                                                           |
| 24-1-2019                                                                       | Curicó                                                                          | Perù under 20                                                                   | 1 – 3                                                                           | Ecuador under 20                                                                | Sudamericano Sub-20 2019 - 1º turno                                             | -                                                                               | 76’                                                                             |
| Totale                                                                          |                                                                                 | Presenze                                                                        | 3                                                                               |                                                                                 | Reti                                                                            | 0                                                                               |                                                                                 |